# Гаспаре Фольї
Гаспаре Фольї (італ. Gaspare Fogli; – XVIII століття) – італійський політик.

## Біографія
Народився в Сантарканджело-ді-Романья, був вірним кардиналу Джуліо Альбероні. Під час альберонської окупації був призначений Папою Римським гонфалоньєром (тобто губернатором) Сан-Марино, яке Папа Климент XII вважав частиною Папської області. Він обіймав цю посаду з 17 жовтня 1739 року до 5 жовтня 1740 року, коли Климент XII помер, а Сан-Марино знову стало незалежним.